# Scobicia bidentata
Scobicia bidentata är en skalbaggsart som först beskrevs av Horn 1878.  Scobicia bidentata ingår i släktet Scobicia och familjen kapuschongbaggar. Inga underarter finns listade i Catalogue of Life.

## Bildgalleri

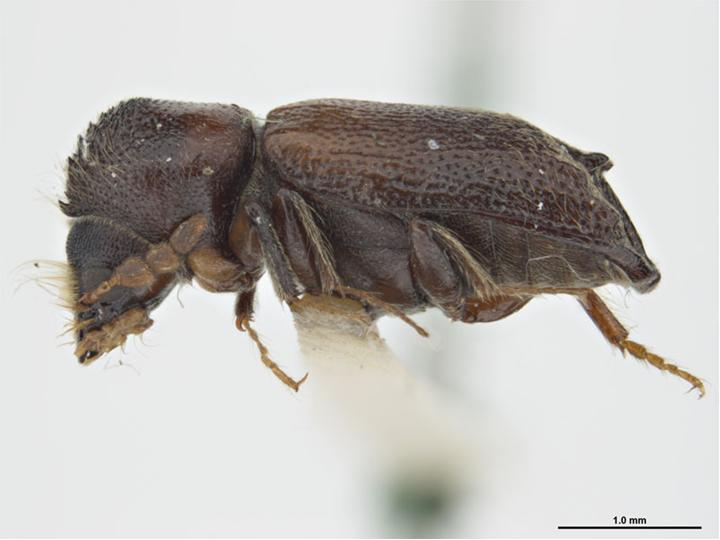